# Ozama
De Ozama is een rivier in de Dominicaanse Republiek. De Ozama wordt vanwege het stroomgebied als de vierde rivier van het land beschouwd. De rivier ontspringt in de Sierra de Yamasá, vlak bij Villa Altagracia en stroomt van daaruit naar het zuidoosten, door de Caraïbische kustvlakte, waar veel suikerriet wordt geteeld, en waar in 1968 een beschermd gebied van 46 km² is opgericht, deelt de hoofdstad Santo Domingo in tweeën en komt dan in de Caraïbische Zee uit. Het beschermde gebied, waar de Ozama door komt, heet Humedales del Ozama of Wetlands van de Ozama en is door de IUCN in categorie II, National Park, ingedeeld. Er kan over een afstand van 15 km door kleine en middelgrote schepen over de Ozama worden gevaren. De Ozama heeft verschillende zijrivieren, waaronder de Isabela, Sabita en Yabacao.
Columbus heeft volgens de overlevering zijn schip in de Ozama afgemeerd toen hij voor het eerst in Santo Domingo aankwam.
De Ozama is erg vervuild. Dit komt doordat er een aantal gezonken schepen in ligt, door het afval van een elektriciteitscentrale en door huishoudelijk vuil.